# エディクラ
エディクラは、一種の厨子のようなもので、建築物の壁面に立体的に造形された祭壇状の部分のことをいう。
日本では「エディキュラ」と呼ぶこともある。「建物」を意味するラテン語は“aedes”（アエーデス）である。「小さい建物」は“aedicula”（アエディクラ）で、これが語源である。小祠、小室・小神殿・礼拝堂等を示すために用いられた。イタリア語で“edicola”（エディーコラ）、英語で“aedicule”（イーダキュール）とされている。
中央に彫刻などを設置するため「ニッチ」と呼ばれる浅いくぼみを持つ場合が多い、彫刻を置かない場合は普通「ニッチ」は無い。左右を柱、上部にペディメント、下部にせり出した台座で四周を囲む。古代ローマのに起源を持つが特にルネサンス以降、宗教建築などに頻繁に用いられるようになる。簡易化した形では窓枠の飾りに用いられることもあったが、語源の意味を残し礼拝室など宗教的な小さな場所を呼ぶこともあった。